# Раличево
Раличево (болг. Раличево) — село в Болгарии. Находится в Кырджалийской области, входит в общину Крумовград. Население составляет 115 человек.

## Политическая ситуация
В местном кметстве Гривка, в состав которого входит Раличево, должность кмета (старосты) исполняет Юмер Мустафа Карахасан (Движение за права и свободы (ДПС)) по результатам выборов правления кметства.
Кмет (мэр) общины Крумовград — Себихан Керим Мехмед (Движение за права и свободы (ДПС)) по результатам выборов в правление общины.